# لتویانی
لتویانی (به ایتالیایی: Letojanni) یک کومونه در ایتالیا است که در استان مسینا واقع شده‌است.

## خصوصیات
لتویانی ۶٫۸ کیلومترمربع مساحت و ۲٬۶۳۴ نفر جمعیت دارد و ۵ متر بالاتر از سطح دریا واقع شده‌است.

## نگارخانه

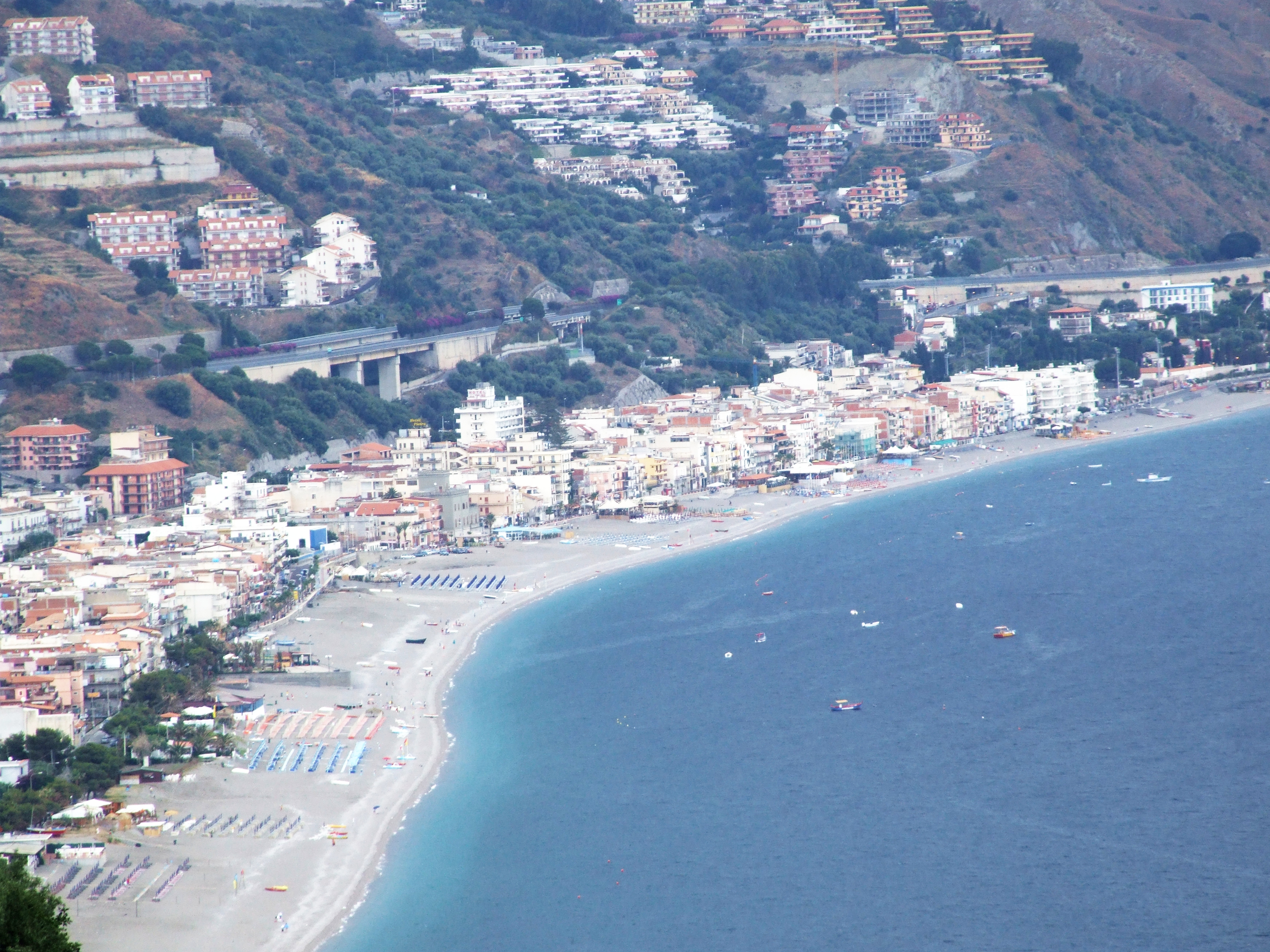
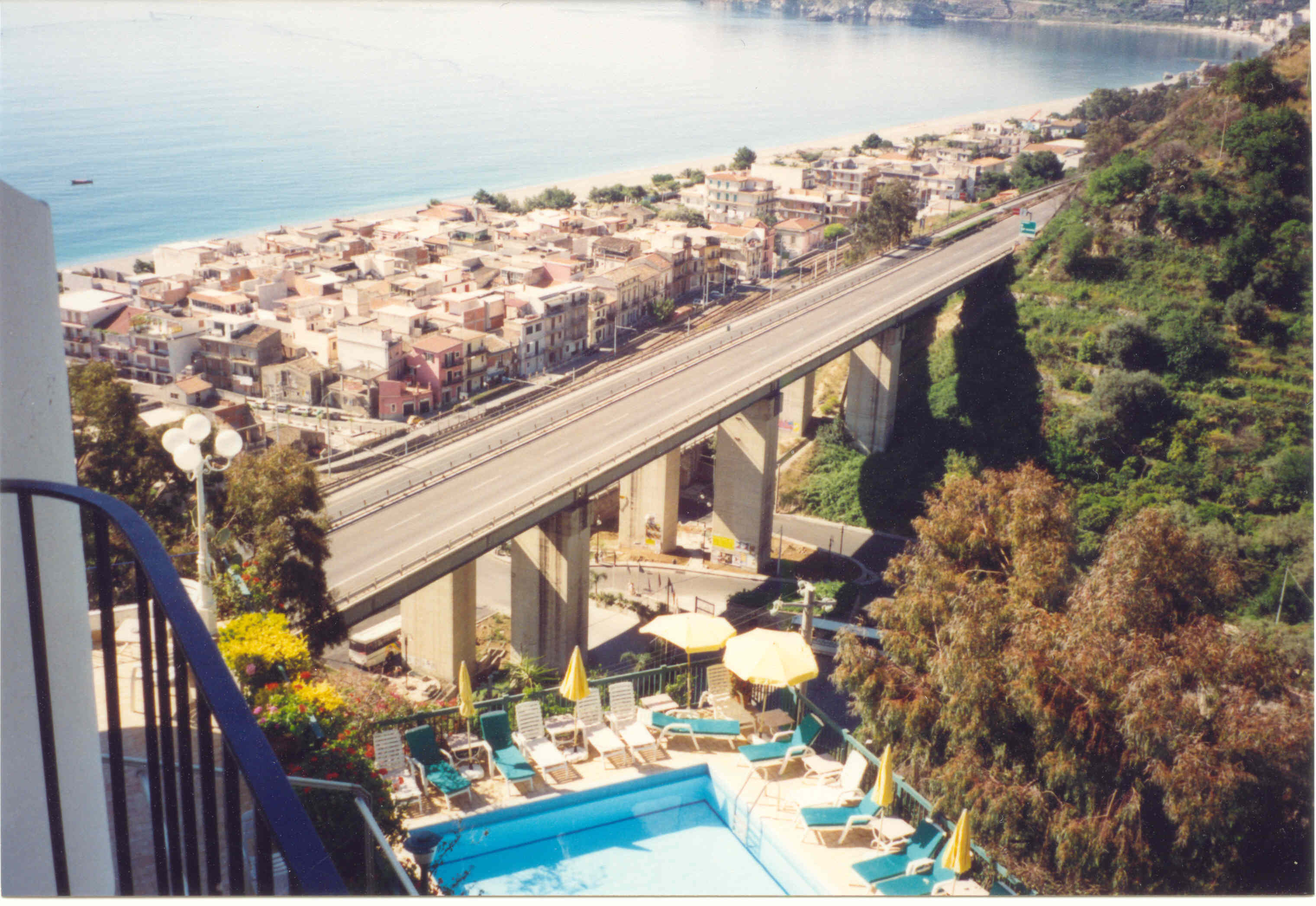
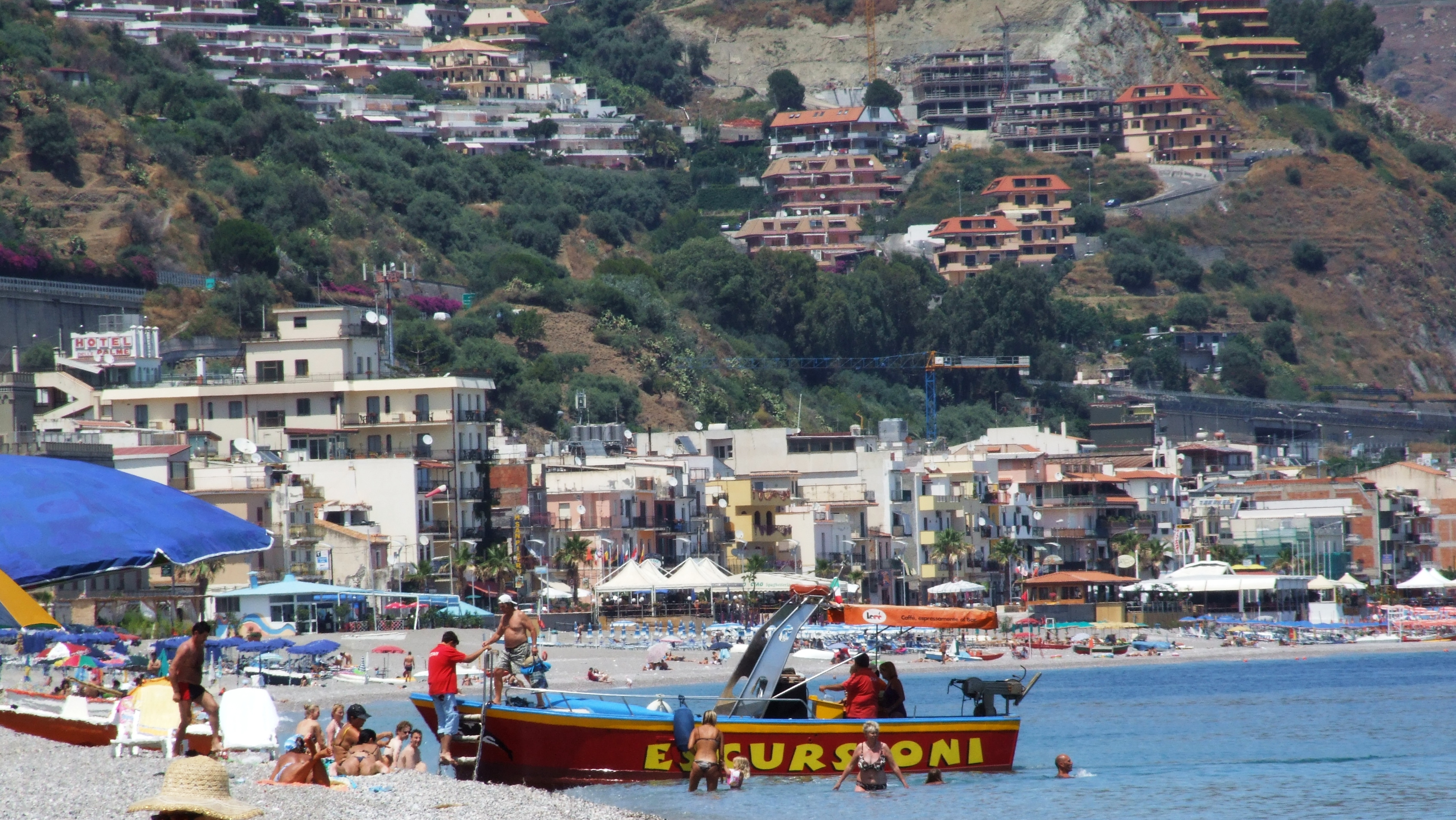
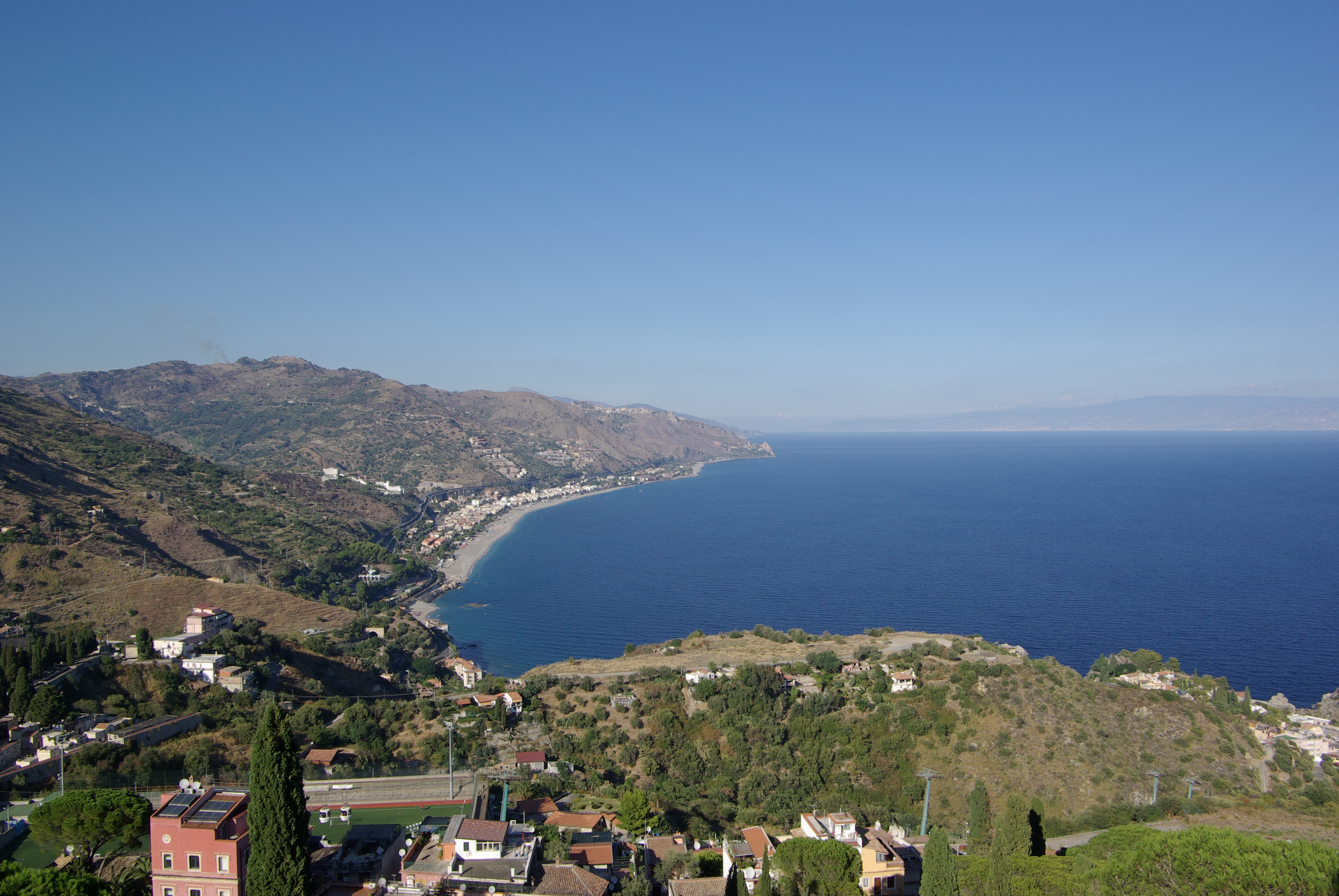